# Corrente telúrica

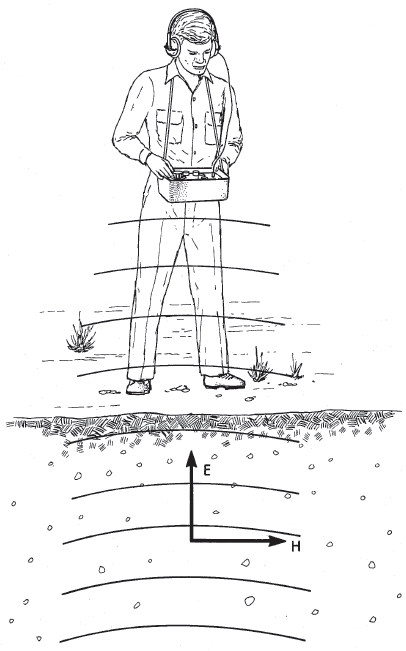
Corrente telúrica

Uma corrente telúrica (do latim Tellus, "terra") é uma corrente elétrica que se move no subsolo ou através do mar.
As correntes telúricas são resultado de causas naturais e têm um padrão complexo. Estas correntes tem uma frequência extremamente baixa e propagam-se em grandes áreas ou perto da superfície da Terra. 
Geralmente acontecem grandes manifestações telúricas antes de fortes movimentos da crosta terrestre, tais como terremotos. Geralmente as correntes telúricas encontram-se mais relacionadas com o vulcanismo. Mas também podem se relacionar ao movimento das placas tectónicas, que também pode desencadear fortes cargas. 
A ciência está estudando a associação destas correntes telúricas e o sinal de alarme dado pelos animais, que parecem detectar estas correntes, permitindo-lhe assim preparar-se para o acontecimento e para uma eventual fuga.   